# Tema de Star Trek
El "tema de Star Trek" (originalment amb la banda sonora de "Where No Man Has Gone Before") és una peça musical instrumental composta per Alexander Courage per a Star Trek, la sèrie de televisió de ciència-ficció creada per Gene Roddenberry que es va emetre originalment entre el 8 de setembre de 1966 i el 3 de juny de 1969.

## Història
El tema sona sobre els crèdits d'obertura i de tancament de la sèrie original; els crèdits d'obertura comencen amb el ja famós monòleg "On cap home ha anat abans" recitat per l'estrella de la sèrie William Shatner. Acompanyat d'una fanfàrria d'obertura, comença el tema principal, interromput en diversos punts per l'Enterprise volant cap a la càmera i passant per davant amb un so de "xiuxiueig" per a un efecte dramàtic, creat vocalment per Courage. Una versió una mica més llarga del tema, sense la fanfàrria de vuit notes, sona sobre els crèdits finals, que es van superposar a una sèrie d'imatges fixes de diversos episodis.
Courage va identificar la cançó de Richard Whiting "Beyond the Blue Horizon" com la seva inspiració per a la part principal del tema, donant-li la idea d'una cançó que era "una cosa llarga que ... continua anant a l'espai ... sobre un acompanyament ràpid".
El pilot no emès, "La gàbia", utilitzava una interpretació sense paraules de la línia melòdica, cantada per la soprano Loulie Jean Norman amb flauta i orgue, sobre un arranjament orquestral. Quan es va compondre originalment (i tal com es va sentir a "La gàbia"), Courage tenia les vocalitzacions de Norman i els diversos instruments barrejats per igual per produir el que Courage va descriure com un so únic de "'què és això que estic escoltant?'." Segons Courage, però, Gene Roddenberry va fer canviar la mescla per destacar la veu femenina, després de la qual cosa Courage va sentir que sonava com un solo de soprano. Per a la tercera temporada, el tema es va tornar a remesclar, aquesta vegada emfatitzant l'orgue.
Durant els primers episodis, hi va haver un solo semblant a un concert d'un violí elèctric tocant la línia melòdica, sense cap veu. La veu de Norman es va restaurar durant la resta de la temporada. El productor Herbert Solow va recordar que Norman havia estat contractada en virtut d'un acord del Screen Actors Guild i que rebria honoraris de repetició per la seva part en el tema. A partir de la segona temporada, la seva vocalització es va eliminar del tema. Solow es va penedir de l'elecció i el compositor Courage no va ser informat fins vint-i-set anys després.
El cap de programació de la NBC, Mort Werner, va gaudir del primer pilot, però com que creia que el potencial de la sèrie no s'havia aprofitat completament per la trama de la història, va convèncer la cadena perquè financés un segon intent, una acció que, segons Roddenberry, "va trencar tots els precedents televisius." La versió no emesa del segon episodi pilot utilitzava un tema principal completament diferent, també compost per Courage. Aquesta versió del tema mai es va emetre; quan el segon episodi pilot es va reeditar per a la seva emissió, va rebre els títols estàndard de la sèrie i el tema original, sense la narració inicial de William Shatner (això es va canviar per al vídeo domèstic).
El 2006, la CBS va començar a redifondre una versió "remasteritzada" de la sèrie amb nombrosos canvis, inclosa una regravació de la música del tema, que es va utilitzar per a tots els episodis de la sèrie. Elin Carlson, cantant professional i fan de tota la vida de "Star Trek", va gravar el reemplaçament de la vocalització de Norman.
Amb el temps, la música del tema del programa s'ha tornat immediatament recognoscible, fins i tot per moltes persones que no han vist mai el programa. Parts del tema original s'han utilitzat en sèries i pel·lícules posteriors de "Star Trek". Per a "Star Trek: La pel·lícula" de 1979, amb música de Jerry Goldsmith, Alexander Courage va proporcionar pistes addicionals amb el seu tema, on acompanya suaument les escenes del "diari del capità". Dennis McCarthy va reutilitzar la fanfàrria del tema original quan va reelaborar el tema principal de Goldsmith per utilitzar-lo com a música de Star Trek: La nova generació, on la fanfara precedeix el tema de Goldsmith. La majoria dels temes principals de les pel·lícules posteriors de Star Trek començaven amb la fanfara abans de passar a la música composta especialment per a la pel·lícula en qüestió. La pel·lícula del 2009 Star Trek va trencar amb aquesta tradició; en canvi, el compositor Michael Giacchino va utilitzar les notes inicials amb moderació a la pel·lícula, però va incloure un arranjament del tema als crèdits finals de la pel·lícula. Tots els llargmetratges de Star Trek fins ara utilitzen la fanfara en algun moment.
Una preqüela de la sèrie derivada, Star Trek: Discovery (2017–2024), ambientada 10 anys abans de l'original, va incloure dues vegades una nova gravació del tema: primer durant els crèdits finals de l'episodi final de la primera temporada, "Will You Take My Hand?" (després de la reintroducció de l'U.S.S. Enterprise), i de nou al començament de l'episodi de la segona temporada "If Memory Serves", durant un resum de "La gàbia", del qual l'episodi Discovery és una seqüela directa.

## Lletra
Sense el coneixement de Courage, Roddenberry va escriure lletres amateurs per al tema, no amb l'expectativa que mai es cantessin, o que es fessin públiques, sinó perquè pogués ser registrat oficialment com a lletrista del tema i, per tant, reclamar la meitat de les regalies d'actuació. Tot i que mai hi va haver cap litigi, Courage va declarar que considerava la conducta poc ètica. Roddenberry va respondre: "Ei, he d'aconseguir diners d'algun lloc. Segur que no els trauré dels beneficis de Star Trek." Les lletres es van publicar al llibre de Roddenberry i Stephen Whitfield, The Making of Star Trek, i van aparèixer en un número del còmic Star Trek de DC Comics, com a "interpretades" pel personatge Uhura.
El productor associat de la sèrie Robert Justman va assenyalar que el treball a la pel·lícula Doctor Dolittle va impedir que Courage treballés en més de dos episodis de la primera temporada. Justman afirma que no va poder convèncer Courage perquè tornés per a la segona temporada i creia que Courage va perdre l'entusiasme per la sèrie a causa del problema de les "regalies".Això contradiu el fet que Courage treballés a la sèrie abans de la seva segona temporada; dirigint trenta minuts de música de biblioteca (molta d'ella composta de nou) el 16 de juny de 1967, incloent-hi un nou arranjament del tema de Star Trek; i tornant de nou per a la tercera temporada per fer la música dels episodis "Incident a l'Enterprise" i "Els fillastres de Plató".

## Altres enregistraments i usos
- Contràriament al que moltes afirmacions afirmen, part del tema no es va copiar per utilitzar-lo a la sèrie de televisió Twelve O'Clock High. Tot i que hi ha un motiu musical recurrent de Dominic Frontiere que sona força similar a les vuit notes del tema de Star Trek, aquest motiu va aparèixer ja al cinquè episodi d'aquella sèrie, "Climate of Doubt", que es va emetre el 23 d'octubre de 1964,[11] dos mesos abans que comencés la producció de l'episodi pilot de Star Trek "La gàbia". Per tant, no és el tema de Trek, ja que és anterior a la banda sonora d'aquest episodi pilot.
- Durant la dècada de 1970, Nichelle Nichols, que va interpretar Uhura a la sèrie original, va gravar una versió disco de la cançó, amb una lletra diferent de la de Roddenberry.
- Van McCoy va publicar una versió instrumental disco de la cançó al seu àlbum de 1976 The Real McCoy.
- La banda de Todd Rundgren, Utopia, va publicar una versió disco de la cançó al seu àlbum de 1976 Disco Jets.
- El trompetista de jazz Maynard Ferguson va gravar una versió fusió de la melodia amb la seva big band, publicada per primera vegada al seu àlbum Conquistador el gener de 1977. Aquesta gravació es va utilitzar més tard com a tema d'obertura de The Larry King Show a la Mutual Radio Network, i va ser tan popular que King ocasionalment tocava la cançó sencera al final del programa.
- El tema es va utilitzar com a música de separació per al portaavions Enterprise durant molts anys, fins que va ser substituït pel tema de Star Trek: La pel·lícula.
- El tema va ser arranjat per John Williams i els Boston Pops el 1983 per a l'àlbum "Boston Pops: Out of this World".
- El 1992, el grup de dansa austríac Edelweiss va tenir un èxit amb el número "Starship Edelweiss", que utilitzava el tema com a base melòdica.
- A la pel·lícula Wayne's World, s'escolta Garth Algar (Dana Carvey) xiulant el tema de Star Trek mentre està estirat sobre el capó d'un AMC Pacer. Mentre mira les estrelles, diu: "De vegades voldria poder anar amb valentia on ningú ha anat abans".
- Als Emmys del 2005, Shatner i la cantant d'òpera Frederica von Stade van interpretar una versió en directe del tema, amb Shatner recitant el monòleg inicial i von Stade cantant la línia melòdica sense paraules.
- L'àlbum del 2003 "Magical Moods of the Theremin" del grup de música lounge Project: Pimento inclou el tema interpretat amb lletra i un theremin. (Sovint es creu erròniament que les gravacions del tema principal de la sèrie de televisió inclouen un theremin.)
- A la pel·lícula del 2006 "RV", el personatge de Jeff Daniels té una autocaravana amb una botzina que utilitza un fragment del tema.
- El 2007, alguns anuncis de televisió del Hummer H3 van presentar la gravació del tema utilitzada a la segona i tercera temporades.
- El 2009, el tema es va utilitzar com a toc d'atenció per a la tripulació de la missió STS-125 a bord del Transbordador espacial Atlantis.
- El 7 de març de 2011, Shatner, en el paper de Kirk, va fer un toc d'atenció per a la tripulació del STS-133 al transbordador espacial Discovery en el seu últim dia es va acoblar a l'Estació Espacial Internacional. La seva trucada a les 07:23 UTC, que recordava la sobreposició de la sèrie original de Star Trek, estava recolzada pel tema que deia: "L'espai, la frontera final. Aquests han estat els viatges del transbordador espacial Discovery. La seva missió de 30 anys: buscar nova ciència. Construir nous llocs avançats. Unir les nacions a la frontera final. Anar amb valentia i fer el que cap nau espacial ha fet abans".[12]
- Tenacious D ha versionat el tema en directe, amb la lletra original, en diverses ocasions.
- En almenys un episodi de la sèrie The Big Bang Theory, es veu a Sheldon tocant la cançó principal en un theremin.